# Schweizer Leichtathletik-Meisterschaften 2010
Die Schweizer Leichtathletik-Meisterschaften 2010 (auch: SM Aktive oder LA Schweizermeisterschaften) (französisch Championnats Suisses d’Athlétisme 2010; italienisch Campionati Svizzeri Attivi 2010) fanden am 16. und 17. Juli 2010 im Stadio di Cornaredo in Lugano statt.

## Frauen

### 100 m
| Platz | Athletin           | Zeit (s) |
| ----- | ------------------ | -------- |
| 1     | Fabienne Weyermann | 11,70    |
| 2     | Jacqueline Gasser  | 11,75    |
| 3     | Michelle Cueni     | 11,77    |

### 200 m
| Platz | Athletin          | Zeit (s) |
| ----- | ----------------- | -------- |
| 1     | Jacqueline Gasser | 23,79    |
| 2     | Marisa Lavanchy   | 24,64    |
| 3     | Cornelia Halbheer | 24,67    |

### 400 m
| Platz | Athletin            | Zeit (s) |
| ----- | ------------------- | -------- |
| 1     | Deborah Lavagnolo   | 54,37    |
| 2     | Martina Naef        | 54,41    |
| 3     | Pamela Märzendorfer | 55,12    |

### 800 m
| Platz | Athletin        | Zeit (min) |
| ----- | --------------- | ---------- |
| 1     | Monika Vogel    | 2:15,69    |
| 2     | Joëlle Flück    | 2:16,84    |
| 3     | Karin Colombini | 2:17,68    |

### 1500 m
| Platz | Athletin        | Zeit (min) |
| ----- | --------------- | ---------- |
| 1     | Valérie Lehmann | 4:26,59    |
| 2     | Sabine Fischer  | 4:26,73    |
| 3     | Tamara Winkler  | 4:28,05    |

### 5000 m
| Platz | Athletin       | Zeit (min) |
| ----- | -------------- | ---------- |
| 1     | Martina Strähl | 16:30,91   |
| 2     | Mirja Jenni    | 16:41,00   |
| 3     | Livia Burri    | 17:47,47   |

### 100 m Hürden (84,0)
| Platz | Athletin          | Zeit (s) |
| ----- | ----------------- | -------- |
| 1     | Lisa Urech        | 12,84    |
| 2     | Clélia Rard-Reuse | 13,72    |
| 3     | Gaëlle Fumeaux    | 13,91    |

### 400 m Hürden (76,2)
| Platz | Athletin          | Zeit (s) |
| ----- | ----------------- | -------- |
| 1     | Sabrina Altermatt | 57,93    |
| 2     | Petra Fontanive   | 59,55    |
| 3     | Angela Klingler   | 59,77    |

### Hochsprung
| Platz | Athletin          | Höhe (m) |
| ----- | ----------------- | -------- |
| 1     | Beatrice Lundmark | 1,88     |
| 2     | Sarah Walter      | 1,82     |
| 3     | Fanette Humair    | 1,82     |

### Stabhochsprung
| Platz | Athletin              | Höhe (m) |
| ----- | --------------------- | -------- |
| 1     | Anna Katharina Schmid | 4,25     |
| 2     | Nicole Büchler        | 4,00     |
| 3     | Jessica Botter        | 3,90     |
| 3     | Mélissa Page          | 3,90     |

### Weitsprung
| Platz | Athletin            | Weite (m) |
| ----- | ------------------- | --------- |
| 1     | Irene Pusterla      | 6,76      |
| 2     | Clélia Rard-Reuse   | 6,34      |
| 3     | Marlen Affentranger | 6,15      |

### Dreisprung
| Platz | Athletin              | Weite (m) |
| ----- | --------------------- | --------- |
| 1     | Barbara Leuthard      | 13,11     |
| 2     | Alexandra Leuenberger | 12,96     |
| 3     | Stéphanie Vaucher     | 12,96     |

### Kugel (4,00) kg
| Platz | Athletin       | Weite (m) |
| ----- | -------------- | --------- |
| 1     | Ana Zogovic    | 14,61     |
| 2     | Jasmin Lukas   | 14,15     |
| 3     | Elisabeth Graf | 13,81     |

### Diskus (1,00 kg)
| Platz | Athletin       | Weite (m) |
| ----- | -------------- | --------- |
| 1     | Elisabeth Graf | 48,74     |
| 2     | Regula Ryf     | 46,66     |
| 3     | Michèle Rohrer | 43,41     |

### Hammer (4,00 kg)
| Platz | Athletin        | Weite (m) |
| ----- | --------------- | --------- |
| 1     | Rebecca Bähni   | 55,83     |
| 2     | Nicole Zihlmann | 55,09     |
| 3     | Lydia Wehrli    | 48,43     |

### Speer (600 gr)
| Platz | Athletin        | Weite (m) |
| ----- | --------------- | --------- |
| 1     | Linda Züblin    | 50,24     |
| 2     | Christa Wittwer | 47,42     |
| 3     | Sarah Züblin    | 45,96     |

- Legende: *) SM = Schweizermeisterschaften

## Männer

### 100 m
| Platz | Athlet              | Zeit (s) |
| ----- | ------------------- | -------- |
| 1     | Rolf Malcolm Fongué | 10,47    |
| 2     | Pascal Mancini      | 10,49    |
| 3     | Cédric Nabe         | 10,53    |

### 200 m
| Platz | Athlet              | Zeit (s) |
| ----- | ------------------- | -------- |
| 1     | Reto Amaru Schenkel | 21,09    |
| 2     | Alex Wilson         | 21,27    |
| 3     | Aron Beyene         | 21,35    |

### 400 m
| Platz | Athlet            | Zeit (s) |
| ----- | ----------------- | -------- |
| 1     | Andreas Oggenfuss | 48,04    |
| 2     | Daniele Angelella | 48,24    |
| 3     | Ramon Huber       | 49,40    |

### 800 m
| Platz | Athlet                 | Zeit (min) |
| ----- | ---------------------- | ---------- |
| 1     | Mario Bächtiger        | 1:53,35    |
| 2     | Jan Hochstrasser       | 1:53,87    |
| 3     | Christian Niederberger | 1:54,32    |

### 1500 m
| Platz | Athlet          | Zeit (min) |
| ----- | --------------- | ---------- |
| 1     | Raphael Fuchs   | 3:46,62    |
| 2     | Fabien Visinand | 3:47,12    |
| 3     | Mirco Zwahlen   | 3:47,53    |

### 5000 m
| Platz | Athlet         | Zeit (min) |
| ----- | -------------- | ---------- |
| 1     | Christian Belz | 14:01,85   |
| 2     | Clint Perrett  | 14:07,96   |
| 3     | Rolf Rüfenacht | 14:17,77   |

### 110 m Hürden (106,7)
| Platz | Athlet          | Zeit (s) |
| ----- | --------------- | -------- |
| 1     | Tobias Furer    | 14,04    |
| 2     | Matthias Wagner | 14,15    |
| 3     | Michael Page    | 14,22    |

### 400 m Hürden (91,4)
| Platz | Athlet          | Zeit (s) |
| ----- | --------------- | -------- |
| 1     | Santini Fausto  | 51,48    |
| 2     | Michael Pfanner | 51,99    |
| 3     | Kariem Hussein  | 52,65    |

### Hochsprung
| Platz | Athlet         | Höhe (m) |
| ----- | -------------- | -------- |
| 1     | Michael Isler  | 2,06     |
| 2     | Gabriel Surdez | 2,03     |
| 3     | Andreas Graber | 2,03     |

### Stabhochsprung
| Platz | Athlet         | Höhe (m) |
| ----- | -------------- | -------- |
| 1     | Mitch Greeley  | 5,30     |
| 2     | Patrick Schütz | 5,00     |
| 3     | Olivier Frey   | 5,00     |

### Weitsprung
| Platz | Athlet          | Weite (m) |
| ----- | --------------- | --------- |
| 1     | Yves Zellweger  | 7,85      |
| 2     | Matthias Wagner | 7,63      |
| 3     | Andreas Züblin  | 7,20      |

### Dreisprung
| Platz | Athlet                   | Weite (m) |
| ----- | ------------------------ | --------- |
| 1     | Alexandre Hochuli        | 16,11     |
| 2     | Alexander Martinez Aimes | 15,49     |
| 3     | Michael Buri             | 14,97     |

### Kugel (7,26) kg
| Platz | Athlet         | Weite (m) |
| ----- | -------------- | --------- |
| 1     | Gerardo Maurer | 15,21     |
| 2     | Urs Hasler     | 15,18     |
| 3     | Thomas Bigler  | 15,01     |

### Diskus (2,0 kg)
| Platz | Athlet     | Weite (m) |
| ----- | ---------- | --------- |
| 1     | David Naef | 53,39     |
| 2     | Lukas Jost | 47,74     |
| 3     | Ralph Gilg | 46,44     |

### Hammer (7,26 kg)
| Platz | Athlet             | Weite (m) |
| ----- | ------------------ | --------- |
| 1     | Martin Bingisser   | 66,03     |
| 2     | Björn Kötteritzsch | 54,59     |
| 3     | Roland Widmer      | 51,70     |

### Speer (800 gr)
| Platz | Athlet        | Weite (m) |
| ----- | ------------- | --------- |
| 1     | Fabian Herzog | 68,84     |
| 2     | Nicola Müller | 68,12     |
| 3     | René Michlig  | 65,71     |

- Legende: *) SM = Schweizermeisterschaften